# Haller Zunterkopf
Haller Zunterkopf är en bergstopp i Österrike.   Den ligger i distriktet Innsbruck-Land och förbundslandet Tyrolen, i den västra delen av landet, 400 km väster om huvudstaden Wien. Toppen på Haller Zunterkopf är 1 966 meter över havet, eller 198 meter över den omgivande terrängen. Bredden vid basen är 2,0 km.
Terrängen runt Haller Zunterkopf är huvudsakligen bergig, men åt sydväst är den kuperad. Runt Haller Zunterkopf är det ganska tätbefolkat, med 80 invånare per kvadratkilometer.. Närmaste större samhälle är Innsbruck, 9,2 km sydväst om Haller Zunterkopf. 
I omgivningarna runt Haller Zunterkopf växer i huvudsak blandskog.